# Dholak

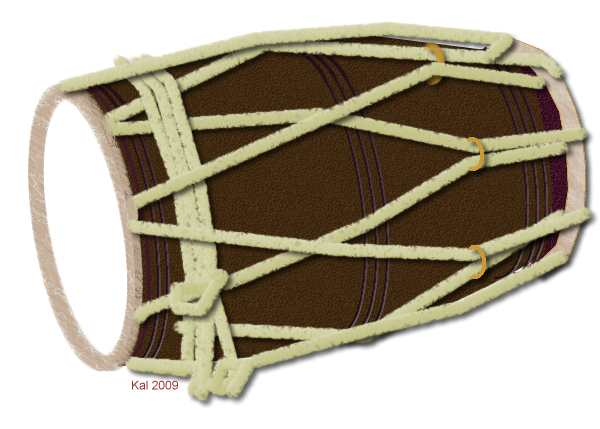
Dholak

Een dholak (Punjabi: ਢੋਲਕ, Sarnami: ढोलक) is een tweevellige trommel, een Zuid-Aziatisch instrument waar men met de handen muziek mee kan maken. Het wordt onder andere gebruikt in Qawwali, Bhangra en Baithak gana.
Een dholak lijkt erg op een dhol, maar is iets kleiner. Hij wordt gespeeld met handen en vingers, terwijl de dhol met stokken wordt bespeeld.